# Oudonjärvi (sjö i Taivalkoski, Norra Österbotten)
Oudonjärvi är en sjö i kommunen Taivalkoski i landskapet Norra Österbotten i Finland. Sjön ligger 247,8 meter över havet. Arean är 2,3 kvadratkilometer och strandlinjen är 16,24 kilometer lång. Sjön  ingår i Ijo älvs huvudavrinningsområde.   Den ligger omkring 150 kilometer öster om Uleåborg och omkring 610 kilometer norr om Helsingfors. 